# Järnbrottsmotet

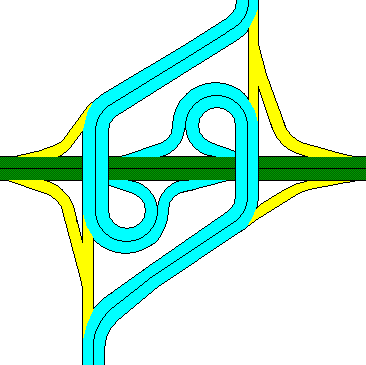
Skiss på en motorvägskorsning av dubbeltrumpettyp. Järnbrottsmotet ser ut ungefär så här.

Järnbrottsmotet är en trafikplats där länsväg 158 och Dag Hammarskjöldsleden möter Västerleden/Söderleden (E6.20) i södra Göteborg. Motet är helt planskilt, dvs i princip en riktig motorvägskorsning, fastän ingen väg skyltas som motorväg. Typen på motorvägkorsning är ovanlig, "dubbeltrumpetkorsning". 
Motet ligger mellan Järnbrott i norr och Askim i söder. Järnbrottsmotet byggdes på 1990-talet på platsen för Europa-rondellen, en ovanligt stor cirkulationsplats byggd på 1970-talet. Rondellen var då genomskuren av Söderleden i öst-västlig riktning med trafikljus i de två skärningspunkterna.